# 愛知県女子サッカーリーグ
愛知県女子サッカーリーグ（あいちけんじょしサッカーリーグ）は、日本の愛知県に所在する女子（第5種）登録チームが参加する女子サッカーリーグである。日本全国の都道府県にある都道府県リーグのひとつであり、日本の女子サッカーリーグ編成において4部に相当する。

## 概要
リーグは1部と2部に分かれており、1部、2部共に8チームで構成される。（年度により多少増減がある）愛知県の女子サッカークラブが新たに女子サッカーリーグに参加する場合、県2部リーグから参加する。
リーグは5月から7月にかけて開催される前期と、10月から12月にかけて開催される後期にわかれている。前後期の成績を合計して優勝を争う。1部、2部共に1回戦総当り制で7試合を戦った後、上位4チームと下位4チームに分かれ再び1回戦総当り制で3試合を戦い順位を決定する。
1部リーグ上位チームの内、実行委員会で推薦を受けたチームは東海女子サッカーリーグチャレンジ戦と呼ばれる、東海地方各県の推薦を受けたチームとのトーナメント戦への参加権を得る。チャレンジ戦で優勝したチームが翌年の東海女子サッカーリーグ出場権を得る。

## 参加クラブ（2012シーズン）

### 1部
| クラブ名                   | ホームタウン | 設立年 | 備考          |
| -------------------------- | ------------ | ------ | ------------- |
| 愛知東邦大学女子サッカー部 | 名古屋市     |        | 公式サイト    |
| 名古屋FCフィオリーレ       | 名古屋市     | 1995   | 公式サイト    |
| 至学館大学女子サッカー部   | 大府市       |        | 公式サイト    |
| シルフィードFCフィメール   | 名古屋市     | 1997   | 公式サイト    |
| シロキFCリベルタ           | 豊川市       | 1991   | JFAによる紹介 |
| 中京大学女子サッカー部     | 豊田市       | 1991   | 公式サイト    |
| 瀬戸フィオレンティーナ     | 瀬戸市       | 2005   | 公式サイト    |
| LFC TOYOTA                 | 豊田市       |        | 公式ブログ    |

### 2部
| クラブ名               | ホームタウン | 設立年 | 備考       |
| ---------------------- | ------------ | ------ | ---------- |
| 名古屋FCエレメンターレ | 名古屋市     | 1995   | 公式サイト |
| 高浜AOMIレディースFC   | 高浜市       | 2006   | 公式サイト |
| 豊田レディースFC ARTE  | 豊田市       | 1987   | 公式サイト |
| 刈谷マドレー           | 刈谷市       |        | 公式サイト |
| F.C.ゴールQ'uest       | 名古屋市     | 1972   | 公式サイト |
| 名古屋FCプロバーレ     | 名古屋市     | 1995   | 公式サイト |
| 豊田レディースFC LIVRE | 豊田市       | 1987   | 公式サイト |
| AC Vertole             | 名古屋市     | 2007   | 公式サイト |

## 1部優勝クラブ
- 2003年 名古屋FCレディース[1]
- 2004年 中京女子大学サッカー部[1]
- 2005年 中京女子大学サッカー部[1]
- 2006年 名古屋FCフィオリーレ[1]
- 2007年 名古屋FCフィオリーレ[1]
- 2008年 名古屋FCフィオリーレ[1]
- 2009年 名古屋FCフィオリーレ[1]
- 2010年 名古屋FCフィオリーレ[1]
- 2011年 愛知東邦大学女子サッカー部

- 2012年 愛知東邦大学女子サッカー部